# 佐藤弘樹 (俳優)
佐藤 弘樹（さとう ひろき、1986年12月3日 - ）は、日本の俳優。東京都出身。
2010年から活動を開始。
15歳より演劇に携わり、明治大学を卒業後、23歳からダンスを習い始める。
ミュージカルを始め、長身と声を活かし、テーマパークアクター、ストレートプレイ、2.5次元舞台等、多数の作品に出演。
近年は映像作品にも力を入れている。
爽やかな好青年役だけでなく、サイコパスやミステリアスな役柄にも定評がある。細かな表情や仕草などの表現が持ち味。

## 人物
- 身長182cm、B 91 / W 79 / H 98 / S 28cm 、血液型O型。
- 特技：ダンス（ジャズ、バレエ）
- 趣味：読書（朗読）、太極拳
- 特に愛称のようなものはなく、普段は「弘樹（ひろき）」と名前で呼ばれている事が多い。
- 任天堂のゲーム、ポケットモンスターに登場するポケモン「イシツブテ」に顔が似ているというネタから「ヒロツブテ」と呼ばれる事がある。
- 自炊をよくしており本人のTwitterにて「＃ヒロキ飯」 として投稿している。
- 小学生の時、夏休みの自由研究でクジラの巨大張りぼてを制作するほどのクジラ好きである。
- 実家にてシャロンという名前の猫を飼っている。

## 経歴
- M&Sカンパニーに所属。
- 2010年:「星降る夜に踊る恋バナ」にて初舞台。
- 2017年: Master Of Puppets Project[注 1]（MOPP）通称ますぱぺにメンバーの一人として参加。
- 2018年: オドリガカリ[注 2]にメンバーの一人として参加。
- 2019年: 演劇ユニットニクバナレ[注 3]を結成。主催として初公演の演出を行う。
- 2019年: 芸能事務所De-LIGHT[注 4]に所属[1]。
- 2023年: フリーでの活動を開始[2]。
- 2024年：株式会社Allenに映像部門にて業務提携として所属[3]。

## 出演

### 舞台
2010年
- 「星降る夜に踊る恋バナ」（7月29日 - 8月1日、萬劇場） - 伊東やまと 役

2011年
- 「蜘蛛女のキス」（1月10日 - 16日、シアターグリーン BIG TREE THEATER） - エステバン 役[3]
- ちょんまげ軍団SUPER「道雪」（8月3日 ‐ 7日、吉祥寺シアター）[4]

2012年
- 「ハロー・ドーリー！ 」（2月3日 - 5日、オーバード・ホール） - アンブローズ・ケンバー 役[4][5]
- 梟月堂vol.1「下賤の天〜白浪は蒼天に咲く〜」（3月28日 - 4月1日、TACCS1179） - アンサンブル

2013年
- 「ミー&マイガール 」（2月28日 - 3月3日、オーバード・ホール） - アンサンブル[6]
- 「ハロー・ドーリー！」再演（8月16日 - 18日、オーバード・ホール / 8月23日 - 25日、東京芸術劇場 プレイハウス） - アンブローズ・ケンバー役[7]

2014年
- 「Lucky Guyにおまかせあれ」（2月27日 - 3月4日、萬劇場） - シン役
- 「古夜〜inishie night〜『諏訪明神』」（9月9日、山王日枝神社 特設舞台） - モリヤの神 役

2015年
- 劇的歌謡祭「19☆80s」（2月5日 - 8日、萬劇場） - 泉北遼太郎 役
- ミュージカル「南太平洋 」[注 5]（7月9日 - 8月13日、全国ツアー） - アンサンブル
- 「古夜〜inishie night〜『御岳山』」（9月28日、赤坂日枝神社 特設舞台） - 大口真神 役
- 「ミー&マイガール 」再演（11月12日 - 15日、オーバード・ホール） - アンサンブル[8]

2016年
- ミュージカル「南太平洋」[注 6]（7月3日 - 8月11日、全国ツアー） - アンサンブル
- 「〜古夜〜inishie night『月夜見』」（9月16日、赤坂日枝神社 特設舞台） - ミズホヒコ 役

2017年
- サイバーパンク朗読劇「RAYZ OF LIGHT」（2月12日、ガジェット通信フロア） - 高橋警部 [注 7]役
- ècrin acoustic theater #01「長いお別れ」（4月12日 - 16日、新宿シアター・ミラクル）
- サイバーパンク朗読劇「RAYZ OF LIGHT」再演（5月6日、シダックスカルチャーホール） - 佐々木 役
- LIPS*S「水月鏡花」（6月7日 - 11日、シアターグリーン BIG TREE THEATER） - 才谷梅太郎 役（W主演）
- 「古夜〜月夜見〜」（6月28日、GINZA SIX観世能楽堂） - ミズホヒコ 役
- 「古夜〜inishie night〜」舞台『スサノオ』」（10月5日、山王日枝神社 特設舞台） - オモイカネ 役
- 朗読劇「UBUGOE vol.17」（11月7日 - 8日、めぐろパーシモンホール）
- サイバーパンク朗読劇「RAYZ OF LIGHT //VIRAL」（11月18日 - 19日、ユナイテッドシネマ アクアシティお台場/11月26日、ジーベックホール） - 佐々木 役

2018年
- SPECTACLE STAGE「ハンドシェイカー 」（1月24日 - 28日、CBGKシブゲキ!!） - ナガオカ 役
- 「闘争・オブ・ザ・リング」（3月7日 - 12日、上野ストアハウス） - 山之内洋人 役（主演）
- 「ダレンジャーズ」（4月27日、築地ブディストホール） - 黒子 役（日替わりゲスト）
- 「家族のはなし」（5月3日 - 4日、サントミューゼ 小ホール/5月11日 - 13日、IMAホール） - 戸田大助 役（W主演）
- サイバーパンク朗読劇「RAYZ OF LIGHT//落陽散花」（6月2日 - 3日、東京天然温泉「古代の湯」） - 佐々木 役
- 「レンアイドッグス」（6月7日 - 17日、コフレリオ新宿シアター） - 江崎夏彦 役
- Music Theater「Express」（7月5日 - 6日、めぐろパーシモンホール） - 教師 役
- Acrobat Stage「Infini-T Force」（8月29日 - 9月2日、IMAホール） - ペガス 役
- écrin acoustic theater #1.5「ひなげしの咲く頃」（10月4日 - 7日、中板橋・新生館スタジオ）
- 「笑っていいかも!?」（10月8日、大塚ドリームシアター）日替わりゲスト
- 「絵画回廊」（11月14日 - 18日、新宿シアターモリエール） - ジャック・ハーディ 役
- ミュージカル「ら・ら・ら・ららんど〜天使っぽい君にラブ・ソングを〜再演!?」（12月5日 - 9日、新宿村LIVE） - リク 役

2019年
- 舞台「忍び、恋うつつ」（1月18日 - 27日、新宿村LIVE） - 徳川四天王・榊原段蔵 役
- MNOP#1「紡がれし詩」（2月22日 - 24日、バルスタジオ） - 客 役
- 「両家顔合わせ 〜本日晴天、替え玉日和〜」（3月27日 - 31日、中野ザ・ポケット） - 東条蒼史 役（主演）
- SECW（School entrance ceremony wars）〜入学式戦争はモノガタリの始まり〜 」（4月5日、シアターグリーン BIG TREE THEATER） - 校長 役（日替わりゲスト）[9]
- 「邪悪・ナイト・ライジング」（4月24日 - 29日、築地ブディストホール） - 沖田朔太郎 役
- 「雨のち晴れ」（5月21日 - 26日、中野テアトルBONBON） - 大塚陽介 役（W主演）[10]
- ニクバナレ「今日、きみがいない」（6月12日 - 16日、中野ウエストエンドスタジオ） - 鴨井 役
- 舞台版「博多豚骨ラーメンズ」（7月13日 - 21日、シアターサンモール） - 重松・宗方 役
- 「男子はつらくないよ？？」（8月7日 - 11日、有楽町よみうりホール） - やすし（大人）役
- 「GetBack!!」（9月22日 - 29日、俳優座劇場） - 龍二・虎二郎 役
- 「笑っていいかも！？FINAL 〜最後なので全て出し尽くします〜」（11月1日 - 4日、大塚ドリームシアター）
- 舞台「冒険者たちのホテル〜ドラゴンクエストⅩに集いし仲間たち〜」（12月23日、俳優座劇場） - 微笑みの貴公子 役（日替わりゲスト）
- ｢ティーチャーズ〜職員室より愛を込めて〜｣（12月25日 - 30日、新宿シアターモリエール） - 風間大典 役

2020年
- ｢ダレンジャーズ2〜エンド・オブ・ウォー〜｣（1月23 - 28日、六行会ホール） - 沖田朔太郎 役
- ｢悪因悪果｣（3月4日 - 8日、俳優座劇場） - 國光 役
- 人狼TLPTS｢デビルズプレイ｣（4月21日 - 26日、シアターグリーン BIG TREE THEATER） - 三浦悟 役
- ｢YOSHITSUNE廻｣（5月6日 - 10日、北千住天空劇場）公演延期 - 白夜 役
- ｢ダブルエフェクト｣（6月17日 - 28日、シアターグリーン BIG TREE THEATER）
- 朗読劇｢星降る街｣（7月7日 - 23日、配信） - 裕人・語り手 役
- 「SPACE TRAVEROID」（8月26日 - 30日、赤坂RED/THEATER） - 火野 役
- 舞台｢BRAVE10〜昇焉〜｣（9月19日 - 27日、ところざわサクラタウン ジャパンパビリオン ホールA） - 筧十蔵 役
- 舞台｢黒の王｣（10月28日 - 11月1日、六行会ホール） - ヴラド3世 役[注 8]（W主演）
- ｢BUONO!!｣（11月25日 - 30日、築地ブディストホール）公演中止[注 9] - 立花賢一郎 役（主演）
- 朗読劇｢Candle story｣（12月14日 - 20日、配信） - 祐橙・柊二郎 役

2021年
- 劇団MNOP#1 舞台「個室」（2月5日 - 7日、HEP HALL・3月3日 - 7日、上野ストアハウス） - 自分・オレ・ボク 役（日替わり）
- 知恵と希望と極悪キノコ（2月23日 - 28日、紀伊國屋サザンシアター TAKASHIMAYA） - 国松大士（戦闘員E）役
- THE SHOW TIME （3月15.17.19.20.21日、配信） - グレッグ 役
- MNOP＃4「紡がれし路」（4月16日 - 18日、ザムザ阿佐ヶ谷） - 笹川宗治 役[11]
- ｢YOSHITSUNE 廻｣（5月26日 - 30日、北千住天空劇場） - 白夜 役
- 人狼TLPT S「トランスミッション」（6月30日 - 7月11日、萬劇場） - キッド 役
- 勤人落語（7月16日 - 19日[注 10]、シアターKASSAI）
- 「One Night butterfly」（8月12日 - 17日、有楽町よみうりホール / 8月21日 - 22日、ABCホール[注 11]） - TESSHIN 役
- 「星屑の王」[12]（9月22日 - 26日、六行会ホール） - ヴラド３世 役[注 8]（W主演）[注 12]
- 勤人落語Ⅱ （9月25日 - 26日、六行会ホール）
- GENKI Produce vol.17 「家族と呼ばないで‐I can`t say it enough-」（11月3日 - 7日、CBGKシブゲキ!!） - 川島健二（ルディ）役
- 舞台「滄海天記」（12月8日 - 12日、シアター1010） - 明智光秀 役

2022年
- 「恋はカットがかかるまで」（3月16日 - 21日、シアター・アルファ東京）[13]　‐持田雅彦 役
- ミュージカル「ピオフィオーレの晩鐘」（5月5日 - 15日、サンシャイン劇場） - オリヴァー・ハース 役
- ぐりむの法則「ショボとノンキ episode1/2」（6月15日‐19日、赤坂RED THEATER） - ノンキ 役（W主演）
- 「星屑の王[14]」（7月20日 - 24日、六行会ホール） - ヴラド3世 役
- ミュージカル座[15]「BUNNY GIRL〜十人兎色〜」（8月31日‐9月4日、六行会ホール） - メガバンク 役
- 松本稽古企画公演ココロ踊ル supported by ENG vol.1「ダンスピアの消失」（11月9日‐13日、六行会ホール）
- 「屍の王」（12月14日‐18日、六行会ホール） - ヴラド3世 役

2023年
- 「カメレオンラプソディー」（1月11日 - 15日、シアター711） - 銀二 役
- 「いい人間の教科書。」（2月8日 - 13日、すみだパークシアター倉） - 佐藤弘樹 役
- MNOP＃7「紡がれし箱」（3月15日 - 19日、シアターKASSAI）
- 「お客様に神様ですHOTEL」（4月12日 - 16日、中野ザ・ポケット） - 広澤 信一 役
- 「人狼TLPTトランスミッション」（5月7日、12日、14日、シアター・サンモール） - ナイン 役
- 「長いお別れ」再演（5月17日 - 21日、新宿シアター・ミラクル） - 睦男、サブちゃん、洋平 役
- 「人を泣かす事など簡単だという劇作家が、自分を泣かせる話を書いて欲しいと言われたら書けなかった話。」（6月7日 - 11日、中目黒キンケローシアター） - プロデューサー江尻 役
- 狂音文奏楽「文豪メランコリー」（6月29日 - 7月8日、六行会ホール）7月2・4・5・6日回　ゲスト出演　‐ 宮沢賢治 役
- 「黎明の王」（7月20日 - 23日、六行会ホール） - ヴラド 役
- 「オウムノウシス」（8月16日 - 20日、赤坂RED/THEATER）
- 「カナリアイロニカル」（8月17日 - 20日、赤坂RED/THEATER）
- 「あゝ青春の血は燃ゆる」（9月14日 - 18日、新宿村LIVE） - 権藤先生 役
- 舞台「苦闘のラブリーロバー」（10月7日、シアターサンモール） - ゲスト出演
- 「うちの担任 絶対スパイ」（10月18日 - 22日、六行会ホール） ‐多羅尾 光 役
- 「勤人落語Ⅵ」（11月1日 - 3日、東京カルチャーカルチャー）
- 「HIDEYOSHI」（12月7日 - 10日、シアター・サンモール）

2024年
- 「蒼穹の王」（2月24日 - 28日、IMAホール）[16]ｰヴラド3世 役
- 「メメントマリ」（3月27日 - 31日、テアトルボンボン） - 森ウラト 役
- Improvised Skit Series「ジャージーズ！」（4月6日、東京カルチャーカルチャー）
- 音楽朗読劇「銀河鉄道の夜を、また」（4月13日、浅草5656会館） - ゲスト出演
- 朗読劇「お団子よりもお花を愛でて」（4月27日、29日、新宿眼科画廊） - ゲスト出演
- ENG10周年記念公演第二弾「Rock in the 本能寺」（5月22日 - 26日、六行会ホール） - 明智光秀 役
- 舞台「学園探偵薔薇戦士〜痴漢退治はお任せあれ〜」（6月12日 - 16日、中野ザ・ポケット） - 稲垣丈一郎 役
- 朗読劇舞台「永久保貴一の極めて怖い話 2024」（8月10日、浅草花劇場）[17]
- シアターザロケッツプロデュース公演vol.10「雨のち晴れ」（8月21日 - 25日、中野ザ・ポケット）
- 舞台「黄昏の王」（10月3日 - 6日、こくみん共済 coop ホール/スペース・ゼロ） - ヴラド 役[18][19]
- 松本稽古企画公演ココロ踊ル supported by ENG vol.2「まうしずむ」（11月13日 - 17日、六行会ホール）
- 劇団6番シード第79回公演『文豪が多すぎる』（12月25日 - 29日、新宿シアタートップス） - 狼煙坂 愛馬 役

2025年
- mucho produce vol.2 舞台「悲しい時には羊のうたを」（2月14日 - 23日、新宿村LIVE）[20]
- 舞台「葬列の王」（7月3日 - 6日、こくみん共済 coop ホール / スペース・ゼロ）[21]
- 舞台「虚の王:‖」（12月11日 - 18日〈予定〉、IMAホール）[22]

2026年
- 劇団アレン座プロデュース 舞台 『TOU -REBUILD-』（2026年1月13日 - 20日、IMAホール）[23]

### 映像
- 新潟県新発田市　PRムービー「おかえり」編
- 映画「ブレイブ‐群青戦記‐」‐エキストラ出演
- さんぽdeランチVol.2[6]
- 「ウォーキング・デッド・サバイバー」web CM

## イベント

### 誕生日イベント
- 佐藤弘樹をご承知おきください。（2017年12月3日、ザ キッチンNAKANO）
- 佐藤弘樹の20日遅れの誕生日会〜クリスマスってなんでしたっけ？〜（2018年12月23日、新宿ドリームストア）
- 佐藤弘樹33thバースデーイベント〜大反省会。あ、誕生日でした〜（2019年12月8日、新宿ドリームストア）ゲスト：鵜飼主水
- ご承知バースデー生配信（2020年12月5日、YouTube）ゲスト：萩原成哉
- 明けまして、ばあすでい？ 〜もう一つの1・2・3〜（2022年1月22日 - 23日、πTOKYO）ゲスト：谷茜子、波崎彩音、夏葵、朝比奈叶羽

### その他
- R-piece朗読イベント「女中のクリスマス」（2013年12型20日 - 22日、ギャラリー La Grotte）
- クローネトライアングル（2017年5月28日、銀座 シャンソニエ蛙たち）
- クローネトライアングル 再演（2017年7月5日、銀座 シャンソニエ蛙たち）
- Master Of Puppets Project First Live（2017年7月30日、浅草橋ブンガジャン）
- Master Of Puppets Project トーク＆ライブ（2017年9月2日、西荻ターニング）
- クローネトライアングル〜セツナウタ〜（2017年12月14日、銀座 シャンソニエ蛙たち）
- サイバーパンク朗読劇「RAYZ OF LIGHT//VIRAL 」プレ公演（2017年9月8日、池袋TSUTAYA AKビル）[注 13]
- 「百學連環correction」[注 14]（2018年1月22日、Zepp東京） - オドリガカリ
- サイバーパンク朗読劇「RAYZ OF LIGHT// VIRAL」DVD発売記念トークイベント（2018年3月22日、池袋カルチャーカルチャー）
- 佐藤弘樹の「ご承知」ファンミーティングバスツアー（2018年4月14日、マザー牧場・海ほたるなど）
- サイバーパンクフィットネス（2018年11月3日、秋葉原エンタス）[注 15]
- 「駄弁る〜バレンタインってなんですか?」（2019年2月13日、音部屋スクエア）
- ｢駄弁る｣vol.2 in大阪（2019年9月1日、梅田BLOCK）[24]
- ｢MNOP的カウントダウンイベント2019〜オリンピックイヤーイヴ〜｣（2019年12月31日 - 2020年1月1日、バルスタジオ）
- TOY BOX vol.5（2020年2月6日、吉祥寺CLUB SEATA）
- ｢ダレンジャーズ2感謝祭〜感謝感謝雨エレクト！〜｣（2020年3月15日、SOUND＆BAR HOWL）
- 「おぴスマスイブ〜新シリーズ始まる前に“詩シリーズ”振り返りしちゃおうイベント〜」（2020年12月24日、TACCS1179）
- 「鵜飼主水バースデーイベント！大感謝祭！！」（2021年10月2日3日、高円寺スタジオK）
- 「おぴスマスイブ〜鵜飼JAPAN vs 萩原JAPAN〜[11] 」（2021年12月24日、高島平バルスタジオ）
- mission in B.A.C
- ぐりむの法則 「ショボとノンキ」アフタートークイベント（2022年6月23日、πTOKYO）
- 「星屑の王」アフタートークイベント（2022年9月19日、東京カルチャーカルチャー）
- 「米原パーリータイムvol.2」（2024年3月5日、新宿ロフトプラスワン）
- 秋葉友佑バースデー「はぴば！！！（32）」（2024年4月6日、音部屋スクエア）
- 「ToyLateLie10周年イヤーラストイベント」（2024年5月13日、高円寺 Studio K）
- 「蒼穹の王アフタートークイベント」（2024年5月29年、東京カルチャーカルチャー）
- 「Allen suwaru officialニコ生Live」（2024年5月31日）
- 秋葉友佑ファンイベント「ふぁんみ！×9」（2024年7月7日、359_ACE.LOUNGE.四谷1st」

## 演出
- Humming Cafe 主催 The Workshop vol.1 『I Love You, You're Perfect Now Change』（2014年2月11日、上野ストアハウス）
- ニクバナレ「今日、きみがいない」 （2019年6月12 - 16日、中野ウエストエンドスタジオ）

## その他
- 恋愛限定チャット小説アプリ KISSMILLe-100シーンの恋チャット小説-　「＃100キス」シリーズ[10]（2021年3月〜配信開始）